# Cosmotron (acelerador)

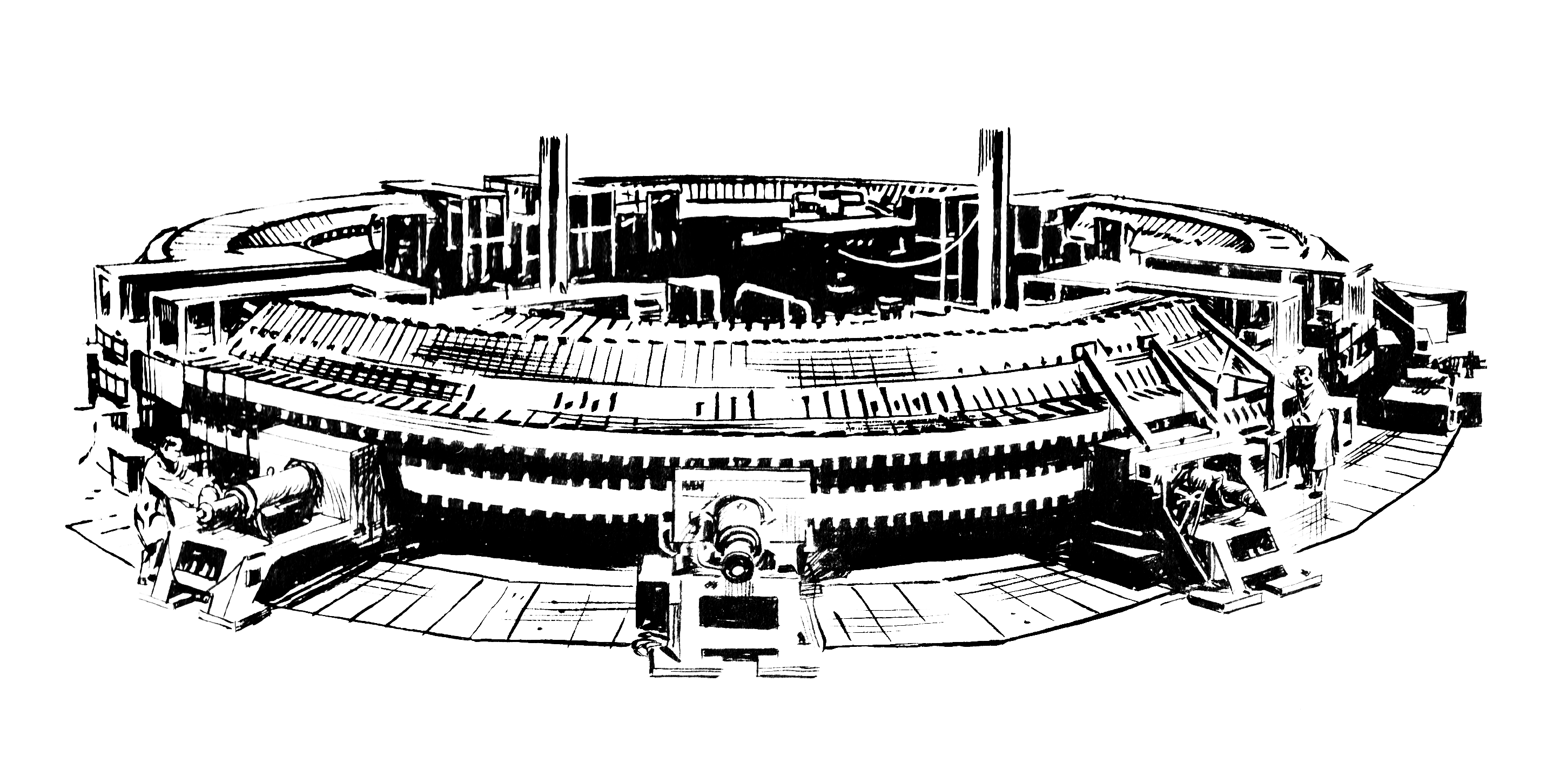
Um desenho do Cosmotron

Cosmotron foi um acelerador de partículas, especificamente um síncrotron de prótons, no Laboratório Nacional de Brookhaven. Sua construção foi aprovada pela Comissão de Energia Atômica dos EUA em 1948, atingiu sua energia total em 1953, e continuou em funcionamento até 1966 e foi desmantelado em 1969..